# Femto
Femto (simbol f) este un prefix în sistemul internațional de unități, care indică un factor 10−15, adică 0,000000000000001. Provine din suedezul femton, care înseamnă cincisprezece.
În fizica nucleară se folosește unitatea de lungime numită fermi, egală cu un femtometru; ambele sunt reprezentate prin simbolul fm. Diametrul protonului este de ordinul a 1,6 fm.